# Конференция католических епископов Франции
Конференция католических епископов Франции (фр. Conférence des évêques de France, CEF) — коллегиальный орган церковно-административного управления Римско-Католической церкви во Франции. Конференция католических епископов Франции осуществляет определённые пастырские функции, направленные для решения литургических, дисциплинарных и иных вопросов, возникающих в католической общине Франции. Высшим органом Конференции католических епископов Франции является общее собрание епископов, архиепископов и кардиналов. Решения Конференции католических епископов Франции утверждаются Римским папой. Конференция католических епископов Франции объединяет всех епископов, архиепископов и кардиналов Франции и заморских департаментов, а также французских кардиналов на покое, живущий во Франции.
Членами Конференции католических епископов Франции так же являются, епископы — глава епархии армян во Франции, глава епархии украинцев во Франции, глава маронитской епархии Франции, апостольские викарии и апостольские префекты заморских департаментов Франции, апостольские администраторы и епархиальные администраторы (в епархиях находящихся без епископа) осуществляющие своё представительство во Франции.
Епископы заморских территорий Франции, которые являются членами конференции католических епископов Тихого океана, а также некоторых высокопоставленных религиозных орденов, могут участвовать в дискуссиях, но играют только консультативную роль.

## Председатели Конференции католических епископов Франции
- 1945 — 1948: кардинал Эммануэль-Селестен Сюар, архиепископ Парижа;
- 1948 — 1964: кардинал Ашиль Льенар, епископ Лилля;
- 1964 — 1969: кардинал Морис Фельтен, архиепископ Парижа;
- 1969 — 1975: кардинал Франсуа Марти, архиепископ Парижа;
- 1975 — 1981: кардинал Роже Эчегарай, архиепископ Марселя;
- 1981 — 1987: Жан-Феликс-Альбер-Мари Вильне, епископ Лилля;
- 1987 — 1990: кардинал Альбер Декуртре, архиепископ Лиона;
- 1990 — 1996: архиепископ  Дюваль, архиепископ Руана;
- 1996 — 2001: кардинал Луи-Мари Бийе, архиепископ Лиона;
- 2001 — 2007: кардинал Жан-Пьер Рикар, архиепископ Бордо;
- 2007 — 2013: кардинал Андре Вен-Труа, архиепископ Парижа;
- 2013 — 2019: архиепископ Жорж Понтье, архиепископ Марселя;
- 2019 — по настоящее время: архиепископ Эрик де Мулен-Бофор, архиепископ Реймса.